# Herneacova, Timiș
Herneacova (română Iernești - 1924) este un sat ce aparține orașului Recaș din județul Timiș, Banat, România.

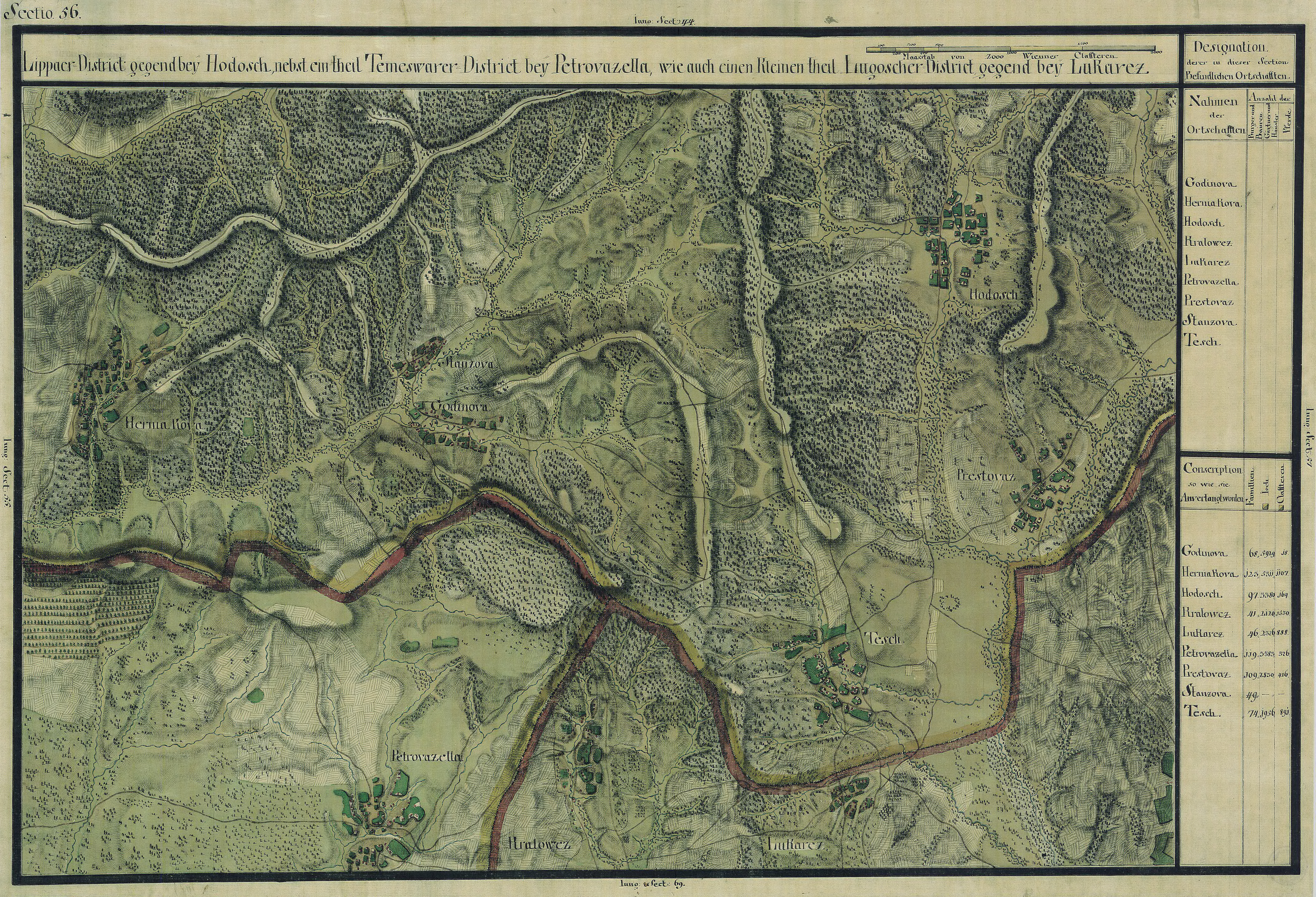
Herneacova în Harta Iosefină a Banatului, 1769-72

## Legături externe

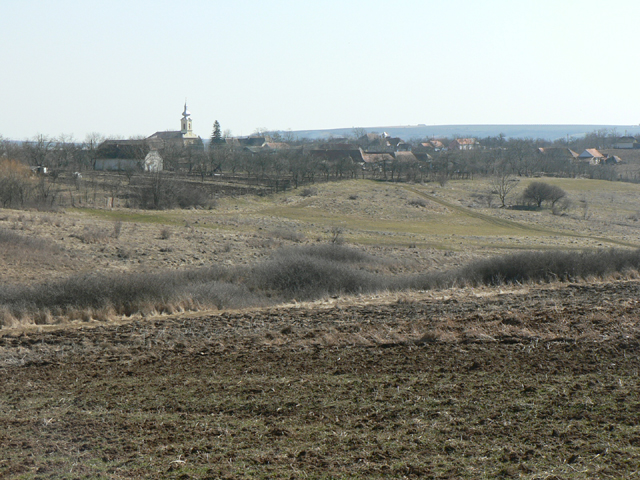
P1050556
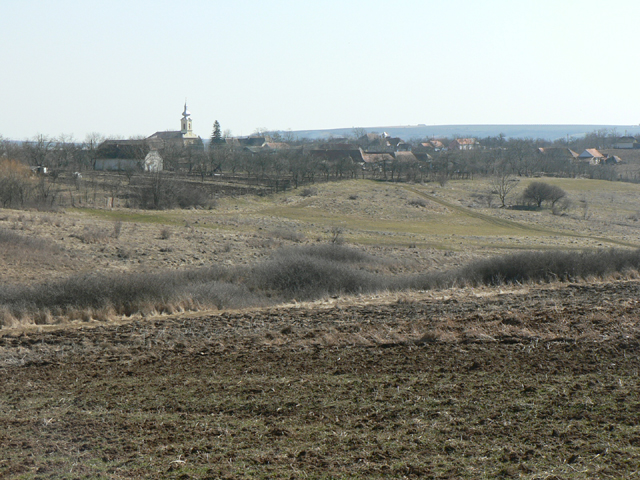
P1050556
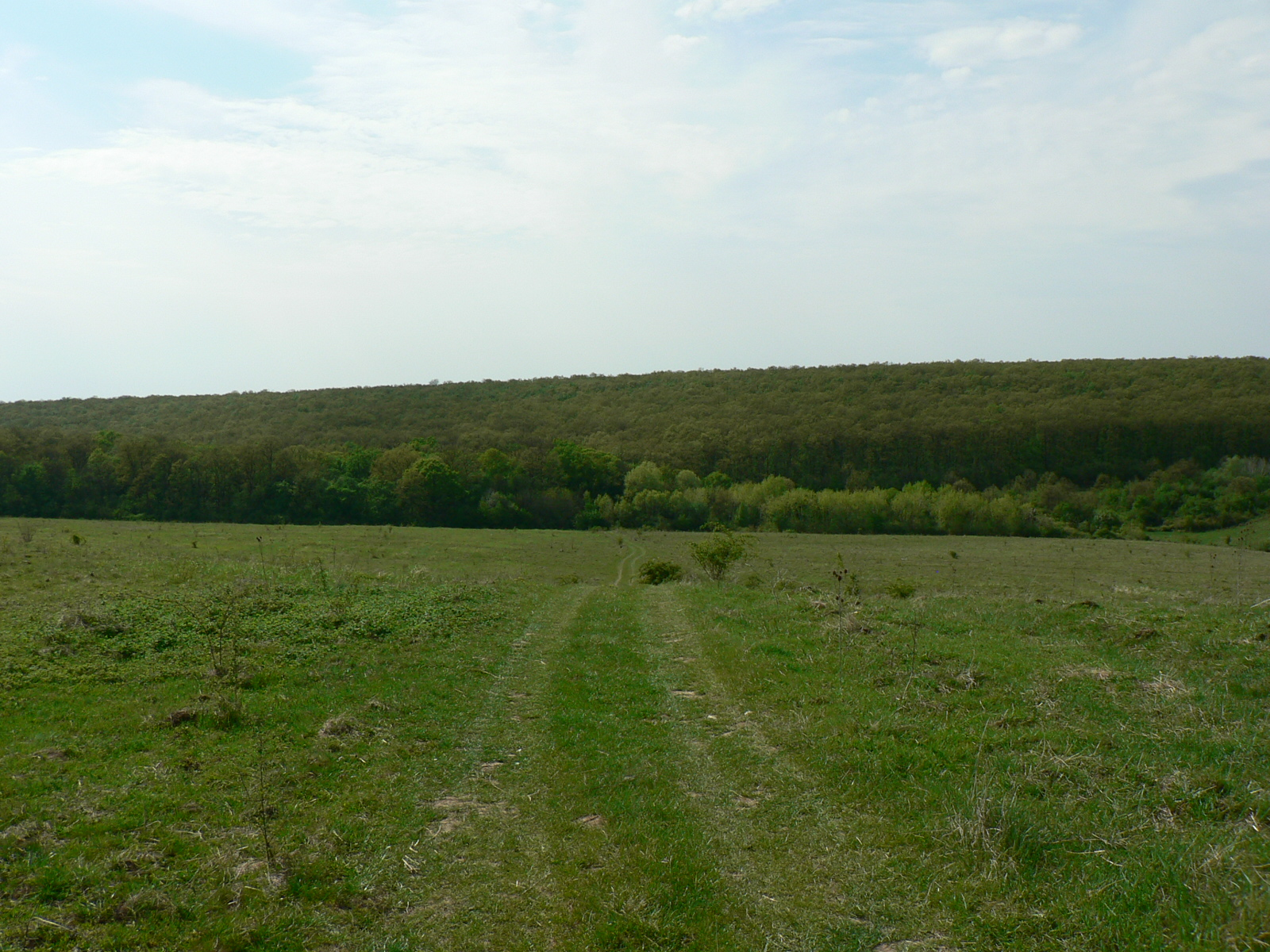
Herneacova2
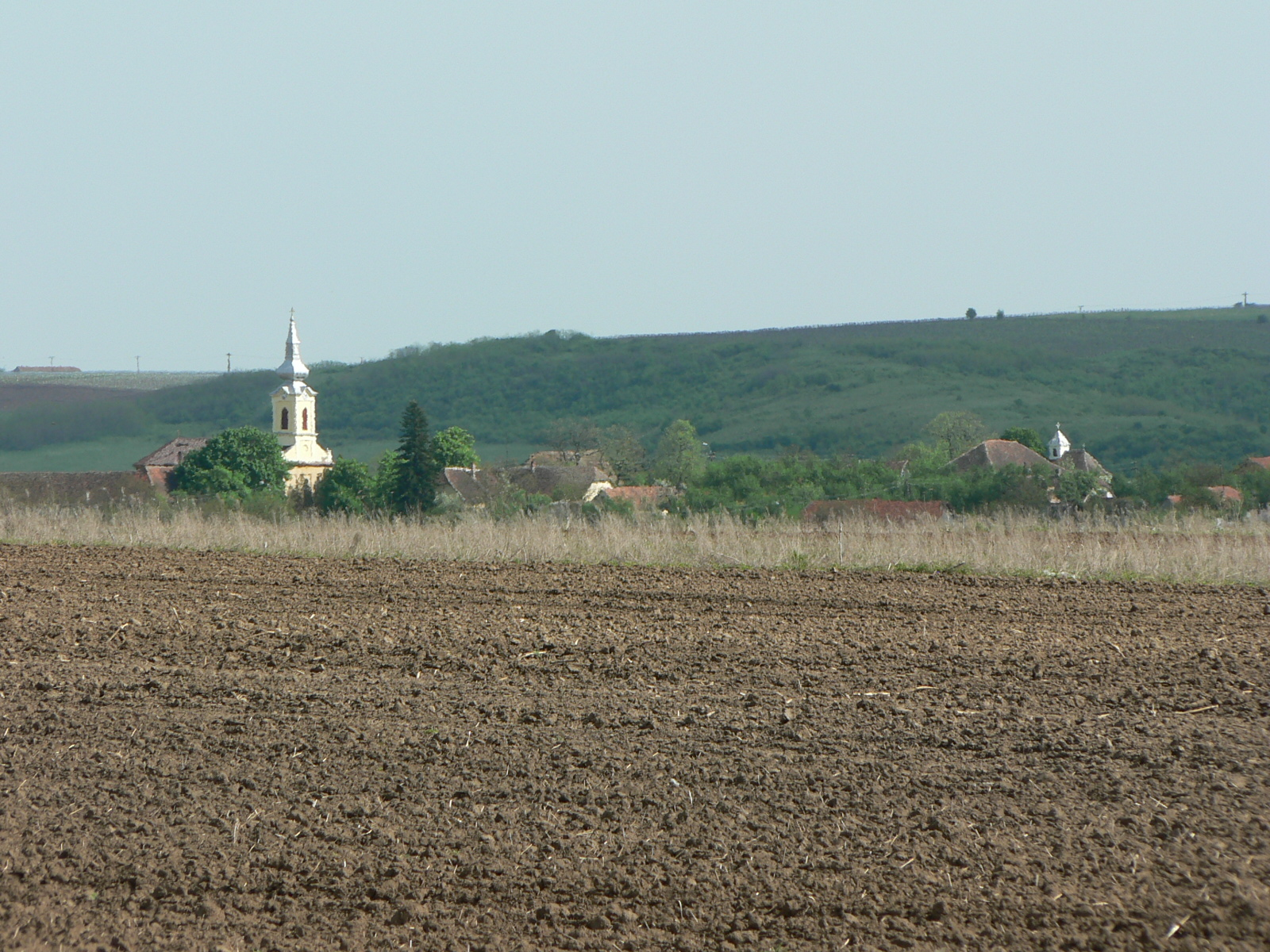
Herneacova3
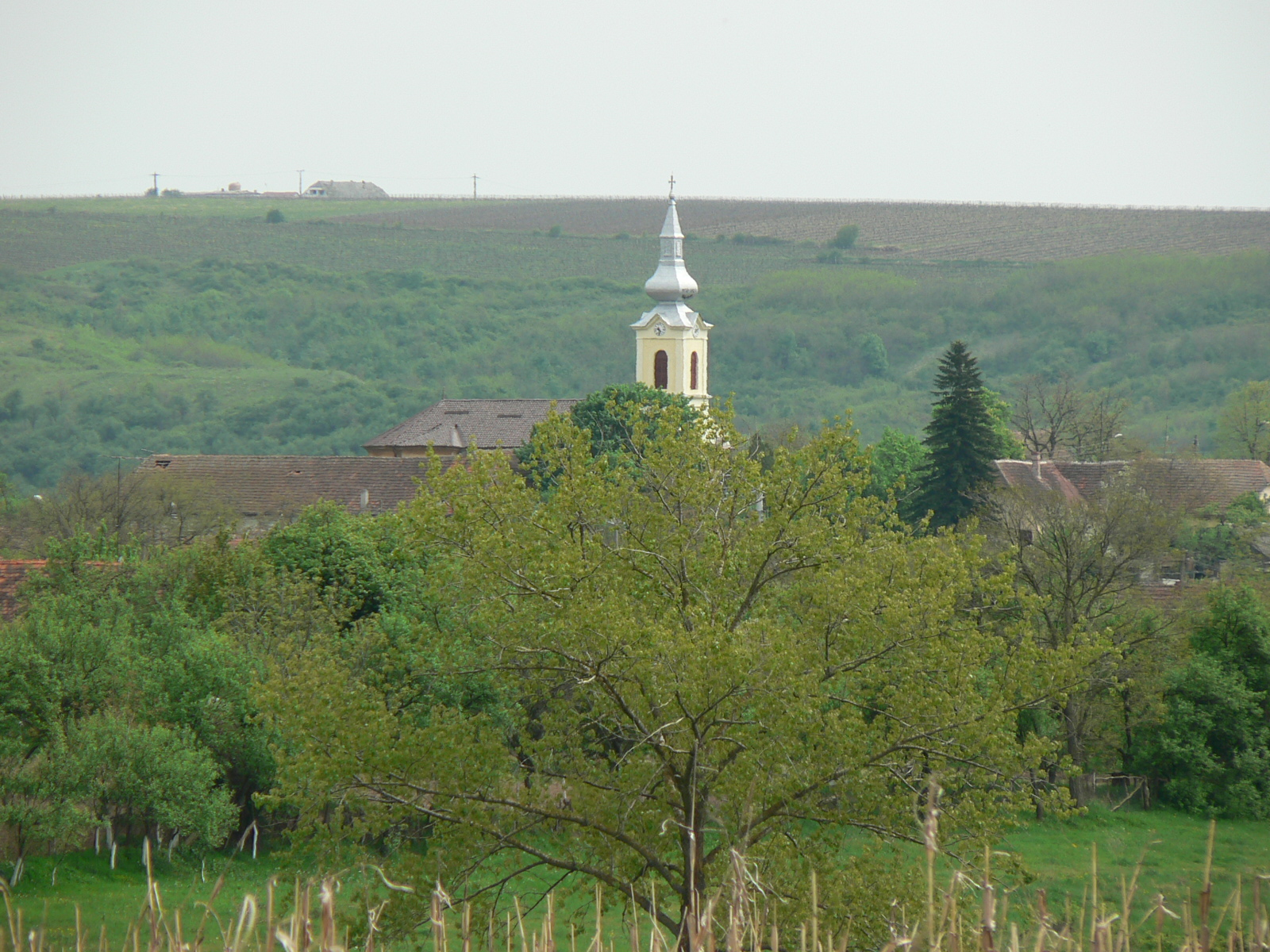
Herneacova1